# Berglav
Berglav (Dimelaena oreina) är en lavart som först beskrevs av Erik Acharius, och fick sitt nu gällande namn av Norman. Berglav ingår i släktet Dimelaena och familjen Physciaceae.  Arten är reproducerande i Sverige. Inga underarter finns listade i Catalogue of Life.

## Externa länkar

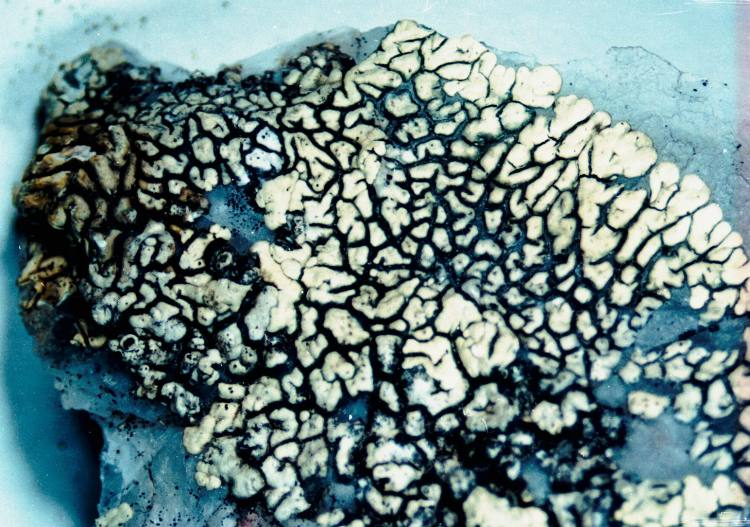
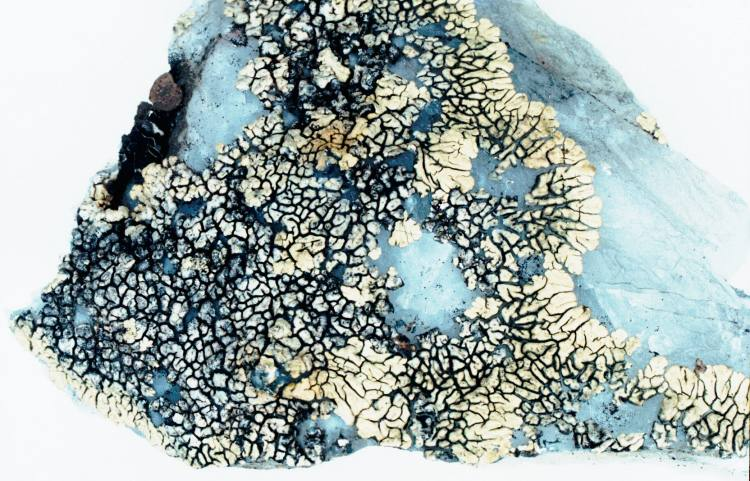